# 星火朝鲜族乡
星火朝鲜族乡（中国朝鲜语：／）是中华人民共和国黑龙江省佳木斯市桦川县下辖的一个民族乡。

## 行政区划
星火朝鲜族乡下辖以下村级行政区划单位：
中星村、燎原村、星火村、红光村、星光村和燎新村。